# Галерина сфагновая
Галери́на сфа́гновая (лат. Galerína sphagnórum) — вид грибов, входящий в род Галерина (Galerina) семейства Строфариевые (Strophariaceae).
Синонимы:
- Agaricus hypnorum var. sphagnorum Pers., 1801basionym
- Agaricus sphagnorum (Pers.) Lasch, 1828
- Conocybe sphagnorum (Pers.) Murrill 1912
- Galera hypnorum var. sphagnorum (Pers.) P. Kumm., 1871
- Galera sphagnorum (Pers.) Sacc., 1887
- Galerula sphagnorum (Pers.) Murrill, 1917

## Описание
- Шляпка 0,6—3,5 см в диаметре, в молодом возрасте конической формы, затем раскрывающаяся до полушаровидной и выпуклой, гигрофанная, гладкая, по краю в молодом возрасте волокнистая. Окраска шляпки охристо-бурая, при высыхании выцветает до светло-жёлтой.
- Мякоть тонкая, ломкая, одного цвета с поверхностью шляпки или светлее её, со слабым мучнистым или редечным запахом и пресным или мучнистым вкусом.
- Гименофор пластинчатый, пластинки частые или довольно редкие, приросшие к ножке, иногда с зубцом, у молодых грибов светло-охристого цвета, затем темнеют до охристо-бурых.
- Ножка 3—12 см длиной и 0,1—0,3 см толщиной, обычно более или менее ровная, одного цвета с поверхностью шляпки, в закрытым мхом частях более светлая, иногда с хлопьевидными остатками рудиментарного покрывала, редко с быстро исчезающим одиночным кольцом.
- Споры 8—11×4—6,5 мкм, яйцевидной или миндалевидной формы, с хорошо заметной порой прорастания, бурого цвета в KOH. Базидии четырёхспоровые, 24—33×7—10,3 мкм. Хейлоцистиды веретеновидной или цилиндрической, реже булавовидной формы, 30—65×5—10 мкм. Плевроцистиды обычно отсутствуют. Гифы с пряжками. Трама пластинок переплетённая, пластинки и мякоть буроватые в KOH.
- Токсические свойства галерины сфагновой не изучены. Многие близкородственные виды сильно ядовиты.

## Ареал и экология
Галерина сфагновая широко распространена в Европе, Азии, Северной и Южной Америке. Произрастает в различных видах мха, входящих в род Sphagnum.

## Сходные виды
- Galerina tibiicystis (G.F. Atk.) Kühner, 1935 отличается главным образом формой хейлоцистид. У этого вида они булавовидные, в отличие от G. sphagnorum.
- Galerina paludosa (Fr.) Kühner, 1935 отличается не исчезающими с возрастом остатками покрывала.